# Jindřich Dvořák (politik)
Jindřich Dvořák (21. dubna 1840 Jiříkovice – 15. srpna 1904 Tišnov) byl rakouský novinář a politik české národnosti; poslanec Moravského zemského sněmu.

## Biografie
Už během gymnaziálních studií psal básně. Studoval práva na Vídeňské univerzitě a na Karlo-Ferdinandově univerzitě v Praze. Během studia vysoké školy ve Vídni i v Praze byl činný ve vlasteneckých skupinách. Přispěl básněmi a povídkami do vídeňských almanachů Dunaj a Nezabudky, v Praze publikoval v denním tisku. V roce 1862 vydal v Brně samostatnou básnickou sbírku.
Od roku 1866 byl redaktorem listu Moravská orlice v Brně. Podle jiného zdroje se již roku 1864 stal šéfredaktorem Moravské orlice a byl jím až do roku 1872. V roce 1869 byl vězněn pro své politické aktivity a podporu táborového hnutí. Do roku 1876 byl ředitelem filiálky banky v Brně. V roce 1877 působil jako poručík u zeměbrany v Opavě. Coby důstojník zeměbrany působil na postu učitele ve škole pro důstojnické aspiranty v Těšíně a Opavě. Od roku 1880 pobýval ve Vídni. Zde nastoupil do redakce listu Die Reform, který vydával Franz Schuselka. Roku 1881 přešel jako spolupracovník do redakce listu Tribüne, který v němčině (ale s pročeským zaměřením) vydával Jan Stanislav Skrejšovský. Po Skrejšovského smrti Dvořák do roku 1884 redigoval tento list. Roku 1884 se opět přestěhoval do Brna. Působil jako novinář a spisovatel. V Brně začal vydávat Národní noviny. Roku 1885 pak nastoupil na pozici hlavního redaktora deníku Hlas. V této funkci setrval až do 1. června 1894. Pak nastoupil opět do redakce Moravské orlice, kde měl na starosti politické a národohospodářské zprávy. Poté, co týdeník Moravská orlice zanikl, působil jako publicista na volné noze. Vydal několik politických spisů. Mezi jeho publikace patří i sborník Moravské sněmování roku 1848-49, dokumentující fungování zemské samosprávy v revolučním roce 1848.
Zároveň byl majitelem cihelny v Žabovřeskách. V roce 1904 požádal zemský soud v Brně o zápis této firmy do obchodního rejstříku pod názvem Jindřich Dvořák a spol. Tichým společníkem tohoto podniku byl brněnský advokát JUDr. Jan Švec. Po smrti Dvořáka roku 1904 firmu Švec převzal.
V 70. letech se zapojil i do vysoké politiky. V zemských volbách 1870 byl zvolen na Moravský zemský sněm, za kurii venkovských obcí, obvod Brno, Tišnov, Ivančice. Mandát zde obhájil i v zemských volbách v září 1871 a zemských volbách v prosinci 1871. Roku 1872 byl zbaven mandátu a znovuzvolen 22. listopadu 1873.
V roce 1870 se uvádí jako oficiální kandidát Moravské národní strany (staročeské). V doplňovacích volbách roku 1873 byl uváděn coby mladočech. Roku 1871 se stal i členem Moravského zemského výboru.
Zemřel v srpnu 1904 po dlouhé a bolestné chorobě ve věku 64 let. Pohřben byl na Ústředním hřbitově v Brně.